# Мегабанк
АТ «Мегабанк» (Megabank) — український комерційний банк, заснований у 1990 році, що проіснував до 2022 року. Головний офіс був розташований у місті Харкові. 

## Історія
До 1995 року банк мав назву «Добродій». Входив до першої групи банків за класифікацією НБУ. 
Станом на 1 січня 2016 року, загальні активи «Мегабанку» становили 8,9 млрд гривень. Банк володів понад 160-ма відділеннями майже у всіх регіонах України.
«Мегабанк» був перший в Україні банк, який почав впроваджувати Національну систему масових електронних платежів (НСМЕП). Через систему «Мегабанку» комунальні послуги оплачують понад 2 млн українців (12 % усіх платників України), які можуть оплатити послуги за єдиною квитанцією. Позичальниками у банку є завод «Електромашина» і КП «Жилкомсервіс» Харкова.

### Ліквідація
Перебуває на етапі ліквідації з 21 липня 2022 року.
У грудні 2024 року Фонд гарантування вкладів фізичних осіб оголосив про продаж активів 9 банків, що ліквідовуються в Україні, зокрема й активів АТ «Мегабанк» на загальну суму понад 42,2 млн грн. З них на 34,1 млн грн виставляються права вимоги за кредитними договорами; на 7,8 млн грн – об'єкти нерухомого майна, земельні ділянки, авто й інші основні засоби та 0,3 млн грн – цінні папери.

## Власники
Акціонерами Банку були:
- Суботін Віктор Георгійович (Генеральний директор ПАТ «Турбоатом») — пряма та опосередкована участь 60,74 % статутного капіталу;
- Європейський банк реконструкції та розвитку (EBRD) — 11,29 % статутного капіталу;
- Німецький банк розвитку KfW — 11,29 % статутного капіталу;
- Міжнародна фінансова корпорація (IFC) — 4,53 % статутного капіталу.

Ще 2,33 % статутного капіталу банку належить більш ніж 225 юридичним та фізичним особам — резидентам та нерезидентам.

## Фінансові показники банку
За національними стандартами України на 01.02.2022 р.:
- Активи банку — 10 145 млн грн.
- Капітал банку — 1 369 млн грн.
- Прибуток поточного року — 118 630 тис. грн.
- Кредитно-інвестиційний портфель — 8 159 млн грн.
- Клієнти банку — 733 308 осіб
- Регіональна мережа банку — 154 відділення у 18 регіонах України.

## Членство в організаціях
Банк брав участь у роботі наступних установ:
- Асоціація «Український кредитно-банківський союз» (УКБС);
- Харківський банківський союз;
- Асоціація «Незалежна асоціація банків України»;
- Європейська Бізнес Асоціація;
- Асоціація «Global Alliance for Banking on Values»;
- ПАТ «Українська біржа»;
- ПрАТ «Фондова біржа ПФТС»;
- Асоціація «Українські Фондові Торговці»;
- Фонд гарантування вкладів фізичних осіб;
- Українська міжбанківська валютна біржа (УМВБ);
- Асоціація «Український Союз Учасників Платіжного Ринку»;
- Системи «MasterCard International» та «VISA International»;
- Національна платіжна система «Український платіжний простір»;
- Міжнародні системи грошових переказів «MoneyGram», «Western Union», «INTELEXPRESS», «ГЛОБУС», «Welsend» та «AVERS № 1»;
- Асоціація «УкрСВІФТ»;
- Професійна асоціація учасників ринків капіталу та деривативів;
- Українська міжбанківська асоціація членів платіжних систем «ЄМА».

## Нагороди
У вересні 2010 року банк став переможцем конкурсу «НСМЕП — 10 кроків до успіху» в номінації «Значний вклад у розвиток інтернет-еквайрингу НСМЕП», що був організований НБУ і журналом «Банкиръ».